# Saint-Martial-de-Vitaterne

Saint-Martial-de-Vitaterne este o comună în departamentul Charente-Maritime, Franța. În 1 ianuarie 2022 avea o populație de 549 de locuitori.